# Sphinctus yunnanensis
Sphinctus yunnanensis är en stekelart som beskrevs av He 1996. Sphinctus yunnanensis ingår i släktet Sphinctus och familjen brokparasitsteklar. Inga underarter finns listade i Catalogue of Life.